# Harry Steel
Harry Steel   (Sparta, 18 d'abril de 1899 - London, 8 d'octubre de 1971) va ser un lluitador estatunidenc, especialista en lluita lliure, que va competir durant la dècada de 1920.
El 1924 va prendre part en els Jocs Olímpics de París, on guanyà la medalla d'or en la competició del pes pesant del programa de lluita.